# Addycja oksydatywna
Addycja oksydatywna (zwana też utleniającą) oraz reduktywna eliminacja – dwie klasy chemicznych reakcji elementarnych odgrywających duże znaczenie w opisie przebiegów procesów metaloorganicznych.
Relacje pomiędzy tymi dwoma reakcjami zostały zobrazowane na poniższym rysunku:

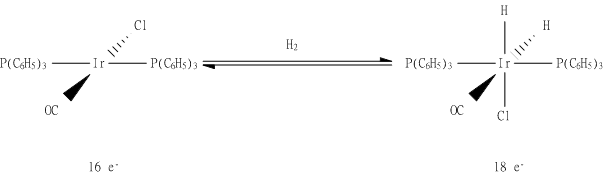
Utlenianie i redukcja związku kompleksowego

## Mechanizm procesu
W procesie addycji oksydatywnej kompleks metalu, na relatywnie niskim stopniu utlenienia, posiadający wolne miejsca wiązania ligandów, jest utleniany poprzez insercję wiązania kowalencyjnego. W wyniku reakcji dochodzi do wzrostu o dwa stopnia utlenienia metalu oraz liczby elektronów tworzących wiązania metal-ligandy w kompleksie. Pomimo że w procesie możliwa jest insercja bardzo wielu pierwiastków, to najczęściej obserwowana jest ona w przypadku wiązań H-H i wiązań pomiędzy węglem(sp3) i fluorowcem. Atomy węgla o hybrydyzacji sp2 także mogą ulegać addycji oksydatywnej, w wyniku której zachodzi izomeryzacja wiązania podwójnego.
Reduktywna eliminacja stanowi odwrócenie procesu addycji oksydatywnej. Reakcja ta jest uprzywilejowana, gdy nowo uformowane wiązanie X-Y jest mocne. Do zajścia procesu wymagane jest, aby dwie reagujące grupy były położone blisko siebie w sferze koordynacyjnej metalu.
Przykładem addycji oksydatywnej jest reakcja trans kompleksu Vaski IrCl(CO)[P(C6H5)3]2 (rysunek na górze) z cząsteczką wodoru. W wyniku reakcji zachodzi zmiana stopnia utlenienia irydu z (I) na (III).Początkowo kompleks posiada 16 elektronów w wiązaniach metal-ligandy i liczbę koordynacyjną wynoszącą 4. Po addycji cząsteczki wodoru posiada on 18 elektronów, a liczba koordynacyjna wzrasta do 6. Opisywana reakcja jest odwracalna, w przypadku odwrotnego procesu stosuje się termin reduktywna eliminacja.
Addycja oksydatywna pojawia się w mechanizmach bardzo wielu reakcji, w których uczestniczą związki metaloorganiczne. Przykładami mogą być reakcja Hecka oraz reakcja Suzuki.